# Марк Подвижник
Марк Пустельник (грец. Μάρκος Ερημίτης Μάρκος Ερημίτης), або Марк Подвижник, або Марк Аскет (IV століття) — чернець, автор аскетичних творів. Зарахований до лику святих в Православній церкві. День пам'яті — 5 (18) березня, 2 червня (20 травня за старим стилем).

## Біографія
Про обставини життя його мало що відомо. Паладій, що бачив його особисто, каже в «Лавсаїку», що він був вдачі вкрай тихої і лагідної, так що в цьому ніхто зрівнятися з ним не міг, і що з юних років любив він вивчати Святе Письмо і так добре освоївся з ним, що знав напам'ять Старий і Новий Завіт (це ж повторює Созомен).
Святий Макарій Олександрійський свідчить про особливу милість Божу до нього під час причащання Святих Тайн, яка вказує і на велику силу віри св. Марка, і на полум'я любові його до Господа, і на смирення його крайнє.
Припускають, що Марк прийняв чернецтво у 40 років і 60 років трудився в чернечому житті. Місцем подвигів його була Нітрійська гора, розташована в нижньому Єгипті у 70 верстах на південь від Олександрії і на захід від річки Нілу, поблизу Лівійської пустелі .
Після Марка залишилися численні аскетичні повчання, зокрема у першому томі Добротолюбія поміщені його «200 Глав про закон духовний» і «До тих, які думають виправдатися справами, 226 глав» .
Святий Марк жив понад сто років, і спочив, мабуть, на початку п'ятого століття. Але він жив і спілкувався з першими наступниками життя і вчення святого Антонія, а може бути, і з самим Антонієм.
Твори Марка надруковані в 65-му томі Грецької Патрології (col. 906—1141).

## Цитати
- "Хто не перебуває сумлінно в спогляданні, той не прийме і тілесних праць заради благочестя. "[3]
- "Совість є природна книга (велінь Божих): той хто діяльно читає її отримує досвід Божественного заступництва. "
- "Хто, пізнавши волю Божу, посильно виконує її, той через малі труди уникне великих. "
- «Хто без молитви і терпіння хоче перемогти спокуси, той не відіб'є їх, але більш в них заплутається.»
- "..Зарозумілість і хизування є пристрастями. Хто має зарозумілість не може врятуватися, бо в Писанні сказано: «І що ж, як зрадливе вино, так горда людина спокою не знає…» (Авв.2,5). "
- "Мир є позбавлення від пристрастей, якого не можна знайти без впливу Святого Духа. "

## Твори Марка Подвижника
- в оригіналі: Patrologia Graeca. 65. col. 906—1141 [Архівовано 3 жовтня 2018 у Wayback Machine.]
- Твори св. Марка Подвижника [Архівовано 23 лютого 2022 у Wayback Machine.]

російською:
- Против несториан / Пер. с греч., коммент.: Б. Барчунов // Богословский сборник. — М.: Православный Свято-Тихоновский богословский институт, 1999. № 4; 2000. № 5. [Архівовано 21 жовтня 2020 у Wayback Machine.]
- Наставления святого Марка Подвижника о духовной жизни // Добротолюбие. — Свято-Троицкая Сергиева Лавра, 1993. — Т. 1.

Проти несторіан. — Казань, 1901.
- Слова 1 — 7 // Преподобный Паисий Величковский. Восторгнутые класы в пищу души, то есть несколько переводов из святых отцев. — Б.м.: Издательство Московской патриархии, 2000.
- Слова 1 — 10 // Слова духовно-нравственные Марка Подвижника, Исаии Отшельника, Симеона Нового Богослова. — М.: Московское подворье Свято-Успенского Псково-Печерского монастыря, 1995. (Репринт издания 1911 г.). То же — М.: Паломник, 1995.
- Слово V. Советы ума своей душе
- Слово VII. О духовном рае и законе
- Слово X. Главы о трезвении
- Выписки из творений преподобного Марка Подвижника // Святитель Игнатий Брянчанинов, еп. Кавказский и Черноморский. Творения. Приношение современному монашеству. — М.: Лепта, 2002.
  - Твори Марка Подвижника [Архівовано 11 квітня 2020 у Wayback Machine.]

## Стародавні і середньовічні джерела про Марка Подвижника
- Палладий, епископ Еленопольский. Лавсаик, или Повествование о жизни святых и блаженных отцов. — Клин: Фонд «Христианская жизнь», 2001. Гл. 20. О Марке. [Архівовано 30 червня 2015 у Wayback Machine.]
- Церковная история Эрмия Созомена Саламинского. — СПб., 1851. (Кн. VI, гл. 29. 30). [Архівовано 27 квітня 2015 у Wayback Machine.]
- Фотий Константинопольский. Свидетельство о книге преподобного отца нашего аввы Марка // Слова духовно-нравственные Марка Подвижника, Исаии Отшельника, Симеона Нового Богослова. — М.: Московское подворье Свято-Успенского Псково-Печерского монастыря, 1995. (Репринт изд. 1911 г.). То же — М.: Паломник, 1995.

## Дослідницька література про Марка подвижника
- Барсов Н. И. Из истории христианской проповеди в IV веке: Представители догматико-полемического типа проповеди в IV веке на Востоке. — Харьков, 1886.
- Добротолюбие. — Свято-Троицкая Сергиева Лавра, 1993. — Т. 1.
- Краткое сказание о преподобном отце нашем Марке Подвижнике // Слова духовно-нравственные Марка Подвижника, Исаии Отшельника, Симеона Нового Богослова. — М.: Московское подворье Свято-Успенского Псково-Печерского монастыря, 1995. (Репринт издания 1911 г.).
- Марк Аскет // Христианство: Энциклопедический словарь / Гл. ред. С. С. Аверинцев. — М: Большая Российская энциклопедия, 1993—1995. — Т. II.
- Плакида (Дезей), архим. «Добротолюбие» и православная духовность. М.: Православный Свято-Тихоновский гуманитарный университет, 2006.
- Филарет (Гумилевский), архиепископ. Историческое учение об отцах Церкви / Репринтное издание в 3-х томах. — М.: б.и., 1998. — Т. 3. С. 47-50.
- Флоровский Г. В. Восточные отцы Церкви. — М.: АСТ, 2002. С. 522—525.